# 39e division d'infanterie (États-Unis)
Pour les articles homonymes, voir 39e division d'infanterie.
La 39e division d'infanterie des États-Unis  est une division de l'armée américaine créée en 1917. Elle participe à la Première Guerre mondiale.

## Commandants
|  | Major général Henry C. Hodges, Jr.   | 1917–1919 |
|  | Brigadier général Ira A. Haynes      | 1919      |
|  | Major général Raymond H. Fleming     | 1946–1951 |
|  | Major général Joseph A. Redding (en) | 1951–1957 |
|  | Brigadier général John B. Webb       | 1957–1958 |
|  | Major général George W. Trousdale    | 1958–1963 |
|  | Major général Lincoln M Cummings     | 1963–1967 |